# Nova Ipanema
Nova Ipanema é um grande condomínio de casas e prédios residenciais da Barra da Tijuca, na zona Oeste da cidade do Rio de Janeiro, Brasil, planejado para funcionar como um bairro autônomo. Trata-se do mais antigo condomínio a ser construído no bairro, em 1974. Seus edifícios, ao contrário das casas, têm diferentes padrões, e vão desde enormes apartamentos de quatro quartos a compactos três quartos.
Seguindo o plano de urbanização projetado por Lucio Costa, o condomínio Nova Ipanema foi construído pela Gafisa, com o intuito de oferecer áreas de lazer comuns aos seus condôminos em meio à áreas verdes, priorizando a preservação da natureza local. Seu lema era a nova antiga maneira de viver.
Também foi levado em conta o espaçamento não só entre os edifícios mas também entre condomínios, e o Condomínio Novo Leblon foi construído logo depois, a cerca de dois quilômetros de Nova Ipanema. A ideia inicial de Lúcio Costa, como constava no plano, de que os condomínios seriam núcleos autônomos, é uma das poucas mantidas até hoje e praticamente todos eles possuem comércio próprio e alguns até mesmo escolas, como é o caso de Nova Ipanema, que possui uma escola particular (Colégio Anglo-Americano).
O Condomínio possui grande número de seguranças e serviços de ônibus particulares com linhas para a Zona Sul e a Região Central da Cidade. Além disso, conta com Reserva Florestal própria, no entorno da Lagoa de Marapendi, inclusive dispondo de balsas próprias para a travessia de moradores em direção à Avenida Sernambetiba. Possui, também, grande estação de tratamento de esgoto, além de um clube social e esportivo.